# Éric Deflandre
Éric Deflandre (Rocourt, Bélgica, 2 de agosto de 1973) es un exfutbolista belga que se desempeñaba como lateral derecho y su primer y último equipo fue el RFC Lieja. Con la selección de fútbol de Bélgica jugó dos Mundiales y una Eurocopa.

## Clubes
| Club               | País    | Año         |
| ------------------ | ------- | ----------- |
| RFC Lieja          | Bélgica | 1991 - 1995 |
| Germinal Beerschot | Bélgica | 1995 - 1996 |
| Club Brujas        | Bélgica | 1996 - 2000 |
| Olympique de Lyon  | Francia | 2000 - 2004 |
| Standard de Lieja  | Bélgica | 2004 - 2007 |
| FC Brussels        | Bélgica | 2007        |
| FC Dender          | Bélgica | 2008 - 2009 |
| Lierse SK          | Bélgica | 2009 - 2010 |
| RFC Lieja          | Bélgica | 2010 - 2012 |

## Palmarés
Club Brujas KV
- Primera División de Bélgica: 1997-98
- Supercopa de Bélgica: 1998

Olympique de Lyon
- Ligue 1: 2001-02, 2002-03, 2003-04
- Copa de Francia: 2001
- Supercopa de Francia: 2003